# Anatolij Petryk
Anatolij Stepanowycz Petryk, ukr. Анатолій Степанович Петрик, ros. Анатолий Степанович Петрик, Anatolij Stiepanowicz Pietrik (ur. 7 grudnia 1963) – ukraiński piłkarz, grający na pozycji obrońcy, a wcześniej pomocnika.

## Kariera piłkarska

### Kariera klubowa
W 1987 roku grał w wojskowej drużynie SKA-Karpaty Lwów, skąd w następnym roku przeszedł do Awanharda Równe, w którym występował przez 4 lata. W 1992 bronił barw Skały Stryj, a na początku 1993 został piłkarzem Karpat Lwów. W sezonie 1998/99 występował w składzie Zakarpattia Użhorod, a potem w klubach obwodu lwowskiego Hałyczyna Drohobycz, Dynamo Lwów i Hazowyk-Skała Stryj. W końcu 2003 zakończył karierę piłkarską.

## Kariera trenerska
Potem zakończeniu kariery piłkarskiej rozpoczął pracę trenerską. W 2005 został wyznaczony na trenera drużyny U-17 w klubie w Skała Morszyn, która potem zmieniła lokalizacje i nazwę na Skała Stryj.

## Sukcesy i odznaczenia

### Sukcesy klubowe
- brązowy medalista Mistrzostw Ukrainy: 1998

### Odznaczenia
- tytuł Mistrza Sportu Ukrainy